# ZK
ZK — фреймворк для разработки веб-приложений тайваньской компании Potix, реализован полностью на Java. Распространяется под коммерческой лицензией, ограниченная по функциональным возможностям версия доступна свободно под лицензией LGPL. Основные принципы — предоставление возможности разработчику веб-приложений создавать полноценные пользовательские интерфейсы для веб-приложений без применения JavaScript, в событийно-ориентированной парадигме и компонентной модели, что наиболее привычно разработчикам настольных приложений в RAD-средах.
Для описания веб-интерфейса, работающего на стороне клиента, используется специальный, основанный на XML язык разметки ZUML, максимально близкий к разработанному Mozilla языку XUL. На основании ZUML-описания фреймворк генерирует разметку и JavaScript-код, асинхронно вызывающий серверные методы обработки, создаваемые на Java. Вся обработка событий и контекст пользовательской сессии концентрируется на сервере, в этом смысле ZK относят (наряду с Echo2 и Vaadin), к «серверо-центричным» Java-фреймворкам, в противовес реализациям, существенно использующих модифицируемую логику на JavaScript на стороне браузера.
По состоянию на 2014 год параллельно развивается две версии продукта: 6.5 и 7.0, поддержка и развитие ранней оставлена для браузеров предыдущих выпусков (в частности, версия 7.0 не работает с Internet Explorer версий 6—7).